# پتری پاسانن
پتری پاسانن (فنلاندی: Petri Pasanen؛ زادهٔ ۲۴ سپتامبر ۱۹۸۰) بازیکن فوتبال اهل فنلاند بود.
از باشگاه‌هایی که در آن بازی کرده‌است می‌توان به باشگاه فوتبال پورتسموث، باشگاه فوتبال آژاکس آمستردام، باشگاه ورزشی وردر برمن، باشگاه ورزشی آرهوس، باشگاه فوتبال ردبول زالتسبورگ، و باشگاه فوتبال کوسیسی اشاره کرد.
وی همچنین در تیم‌های ملی فوتبال فنلاند، و فنلاند، بازی کرده‌است.